# Florin Răducioiu
Florin Valeriu Răducioiu (Bucarest, Rumania, 17 de marzo de 1970) es un exfutbolista rumano. Se desempeñaba en la posición de delantero.
Radicioiu, es uno de los pocos futbolistas a nivel europeo que ha militado en las 5 ligas más importantes del Viejo Continente, una trayectoria que ejemplifica la gran condición futbolística del máximo goleador de Rumanía en la Copa del Mundo de EE. UU 1994, cita en la que su país alcanzó su techo de rendimiento. Florin, era un delantero rápido, dinámico, con movilidad y gran sentido anotador. Con capacidad para jugar sin el esférico y como mediapunta, aunque su posición habitual fue siempre de delantero.

## Trayectoria
Producto de la cantera del Dinamo de Bucarest, debuta en el primer equipo con apenas 16 años de la mano de Mircea Lucescu. Un par de años más tarde se asienta como titular en un equipo que alcanza los cuartos de final de la Recopa de Europa en 1989 y las semifinales en 1990. En la temporada 1989-90 gana el doblete nacional de liga y copa, rompiendo la hegemonía del Steaua de Bucarest, y anotando además 3 goles en la final copera ante su gran rival tradicional. Sus buenas actuaciones le valieron un hueco en la selección rumana de cara al Mundial de Italia y un traspaso al extranjero.
Raducioiu fue el primer jugador en participar en las 5 grandes ligas europeas, y el único junto al danés Christian Poulsen.
Su aventura en el fútbol italiano, comenzó en 1991 tras el mundial 90. Allá en su primer gran evento internacional, se dio a conocer y mostró su fútbol al Bari, que le fichó por una temporada para después transferirlo al Verona. Su inocultable calidad y condición anotadora muy pronto lo pusieron en camino del Milan por el que fichó en el verano de 1993. En el cuadro “rossonero” no tuvo grandes actuaciones y usualmente fue utilizado por Fabio Capello, como alternativa teniendo en cuenta el poderío ofensivo de hombres como Danielle Massaro, Zvonimir Boban y Dejan Savicevic. Con el Milan fue finalista de la Copa Intercontinental de 1993 y fue campeón de la Supercopa de Italia. Răducioiu también ganó la Liga de Campeones en 1994, como jugador del AC Milan y fue el primer rumano en formar parte de ese club.
Tras el mundial del 94' fichó por el RCD Español de Barcelona en el que en dos temporadas mostró gran parte del nivel enseñado con la selección. En 1996, se marchó a Inglaterra al firmar por el West Ham, en el que no brilló, siendo el punto de inicio de su declive con etapas irregulares en el Brescia, VFB Stuttgart de la Bundesliga y el final de su carrera en Francia con el AS Mónaco y poco después en la Ligue 2 con el Creteil.
En 2004 se retiró de la actividad y regresó a su país para participar en la junta directiva del club de sus amores en Rumanía; el Dínamo de Bucarest, entidad en la que explotó su condición de sensacional artillero que brilló en la gran Rumanía de los 90s, la mejor de toda la historia.

## Selección nacional
Fue internacional con la selección de fútbol de Rumania en 40 ocasiones, marcó 21 goles y jugó 2 mundiales de fútbol.
En Italia 1990 asistió a los 20 años a su primera cita mundialista jugando los 3 encuentros y alcanzando los octavos de final, aunque no pudo anotar un gol.
En el Mundial de 1994 fue una de las figuras rumanas, haciendo una gran dupla con Hagi, marcó cuatro goles para la selección rumana, dos goles para la victoria sobre la gran favorita Colombia (la del 5-0 a Argentina en Bs As) con Valderrama, Asprilla, Rincón, Valencia entre otros; a la que derrotaron 3-1 y dos goles más en los cuartos de final contra Suecia empate 2-2 en tiempo reglamentario y alargue, aquí Rumanía mereció mejor suerte por el buen juego mostrado en el torneo y cayó por penales ante la gran Suecia de Brolin, Kennet Andersson, Martin Dahlin y Larsson que quedó tercera del certamen.

### Participaciones en Torneos internacionales
| Mundial              | Sede           | Resultado        | Partidos | Goles |
| -------------------- | -------------- | ---------------- | -------- | ----- |
| Copa Mundial de 1990 | Italia         | Octavos de final | 3        | 0     |
| Copa Mundial de 1994 | Estados Unidos | Cuartos de final | 4        | 4     |
| Eurocopa 1996        | Inglaterra     | Primera ronda    | 3        | 1     |

## Estadísticas
| Dinamo de Bucarest · Rumania | 1.ª                 | 1985-86             | 1   | 0  | ?   | ?   | —  | —  | +1   | +0   |      |
| Dinamo de Bucarest · Rumania | 1.ª                 | 1986-87             | 4   | 0  | ?   | ?   | —  | —  | +4   | +0   |      |
| Dinamo de Bucarest · Rumania | 1.ª                 | 1987-88             | 18  | 3  | +1  | +1  | —  | —  | +19  | +4   |      |
| Dinamo de Bucarest · Rumania | 1.ª                 | 1988-89             | 29  | 12 | ?   | ?   | 5  | 1  | +34  | +13  |      |
| Dinamo de Bucarest · Rumania | 1.ª                 | 1989-90             | 24  | 14 | +1  | +3  | 8  | 4  | +33  | +21  |      |
| Dinamo de Bucarest · Rumania | Total 1.ª etapa     | Total 1.ª etapa     | 76  | 29 | +2  | +4  | 13 | 5  | +91  | +38  |      |
| AS Bari · Italia | 1.ª                 | 1990-91             | 30  | 5  | 4   | 0   | —  | —  | 34   | 5    | 0,15 |
| Hellas Verona · Italia | 1.ª                 | 1991-92             | 30  | 2  | 4   | 0   | —  | —  | 34   | 2    | 0,06 |
| Brescia Calcio · Italia | 1.ª                 | 1992-93             | 30  | 13 | 2   | 1   | —  | —  | 32   | 14   | 0,44 |
| AC Milan · Italia | 1.ª                 | 1993-94             | 7   | 2  | 4   | 1   | 3  | 1  | 14   | 4    | 0,29 |
| RCD Espanyol · España | 1.ª                 | 1994-95             | 30  | 9  | 2   | 2   | —  | —  | 32   | 11   | 0,34 |
| RCD Espanyol · España | 1.ª                 | 1995-96             | 16  | 5  | 3   | 0   | —  | —  | 19   | 5    | 0,26 |
| West Ham United Inglaterra | 1.ª                 | 1996                | 11  | 2  | 1   | 1   | —  | —  | 12   | 3    | 0,25 |
| RCD Espanyol · España | 1.ª                 | 1997                | 10  | 5  | 3   | 1   | —  | —  | 13   | 6    | 0,46 |
| VfB Stuttgart · Alemania | 1.ª                 | 1997-98             | 19  | 4  | 4   | 0   | 3  | 0  | 26   | 4    | 0,15 |
| RCD Espanyol · España | 1.ª                 | 1998                | —   | —  | —   | —   | 2  | 1  | 2    | 1    | 0,50 |
| RCD Espanyol · España | Total club          | Total club          | 56  | 19 | 8   | 3   | 2  | 1  | 66   | 23   | 0,35 |
| Brescia Calcio · Italia | 2.ª                 | 1998-99             | 24  | 3  | 1   | 1   | —  | —  | 25   | 4    | 0,16 |
| Brescia Calcio · Italia | 2.ª                 | 1999-00             | 13  | 1  | 2   | 0   | —  | —  | 15   | 1    | 0,07 |
| Brescia Calcio · Italia | Total club          | Total club          | 67  | 17 | 5   | 2   | 0  | 0  | 72   | 19   | 0,26 |
| Dinamo de Bucarest · Rumania | 1.ª                 | 2000                | 8   | 1  | —   | —   | —  | —  | 8    | 1    | 0.13 |
| Dinamo de Bucarest · Rumania | Total club          | Total club          | 84  | 30 | +2  | +4  | 13 | 5  | +99  | +39  |      |
| AS Monaco Francia |                     |                     |     |    |     |     |    |    |      |      |      |
| 1.ª | 2001                | 9                   | 2   | 3  | 0   | —   | —  | 12 | 2    | 0,17 |      |
| 1.ª | 2001-02             | 3                   | 0   | 1  | 0   | —   | —  | 4  | 0    | 0,00 |      |
| Total club | Total club          | 12                  | 2   | 4  | 0   | 0   | 0  | 16 | 2    | 0,13 |      |
| Créteil-Lusitanos Francia | 2.ª                 | 2004                | 10  | 0  | 1   | 0   | —  | —  | 11   | 0    | 0,00 |
| Total en su carrera | Total en su carrera | Total en su carrera | 326 | 83 | +37 | +11 | 21 | 7  | +440 | +101 |      |
| (1) Incluye datos de Copa Italia (1999-00); Supercopa de Italia (1993); Copa del Rey (1994-97); Copa de la Liga de Inglaterra (1996); Copa de Alemania (1997-98); Copa de Francia (2001-04) y Copa de la Liga de Francia (2001). (2) Incluye datos de Recopa de la UEFA (1989-98); Liga de Campeones de la UEFA (1993-94) y Copa Intercontinental (1994). |                     |                     |     |    |     |     |    |    |      |      |      |

## Palmarés

### Campeonatos nacionales
| Título              | Club               | Sede             | Año     |
| ------------------- | ------------------ | ---------------- | ------- |
| Copa de Rumanía     | Dinamo de Bucarest | Bucarest         | 1985/86 |
| Liga I              | Dinamo de Bucarest | Bucarest         | 1989/90 |
| Copa de Rumanía     | Dinamo de Bucarest | Bucarest         | 1989/90 |
| Supercopa de Italia | AC Milan           | Washington D. C. | 1993    |
| Serie A             | AC Milan           | Milán            | 1993/94 |

### Campeonatos internacionales
| Título                       | Club     | Sede   | Año     |
| ---------------------------- | -------- | ------ | ------- |
| Liga de Campeones de la UEFA | AC Milan | Atenas | 1993/94 |